# Apogeo (casa editrice)
Apogeo è una casa editrice italiana fondata a Milano il 17 gennaio 1989 dagli scrittori "informatici" Ivo Quartiroli e Mauro Risani insieme a Moreno Confalone. Inizialmente era specializzata in manuali di grafica computerizzata e soprattutto di informatica.

## Storia
Dopo i primi anni di noviziato artigianale nel mondo della carta stampata, il 1994 fa registrare per la casa editrice la pubblicazione del primo libro italiano dedicato a Internet e l'ampliamento degli interessi con l'apertura della collana-marchio "Urra", destinata ad argomenti di medicina, psicologia ed esoterismo. Il 1995 segna invece il trapasso dall'attività degli inizi a un'impostazione industriale più strutturata (rinnovo dei vertici aziendali, inquadramento del personale e, due anni dopo, trasferimento della sede).
Negli anni successivi, viene ampliato il catalogo con titoli specialistici su modellazione 3D, software CAD, realtà virtuale, Internet, Windows e linguaggi di programmazione. Nascono Apogeonline (1998), allo stesso tempo sito web della casa editrice e rivista on line di informatica, e la nuova collana "Apogeo Education" (2000), che propone pubblicazioni rivolte al mercato universitario. Al Salone del libro di Torino del 2000, Apogeo e Longanesi presentano il primo progetto editoriale di e-book, concretizzato poi nell'ottobre di quello stesso anno.
Nel 2001 la casa editrice entra a far parte del Gruppo Feltrinelli, potenzia le collane tradizionali ("Cultura digitale" ad esempio diventa "ApogeoSaggi") ed espande ulteriormente la propria presenza al di fuori del settore informatico (nel 2003 Virginio Sala valorizza a tal punto la collana "Urra" da darle un marchio editoriale autonomo e nel 2004 dà corpo alla proposta del filosofo Umberto Galimberti affidandogli la direzione della nuova collana "Pratiche Filosofiche"), secondo la linea di una produzione libraria diversificata e di un restyling d'immagine voluta da Marco Carlo Ghezzi, a capo dell'azienda dal maggio 2004 fino al 2010, che trova per certi aspetti compimento nel 2007 con l'acquisizione dell'editore di narrativa Kowalski.
Nell'ottobre 2010 - a 10 anni dalle prime sperimentazioni del 2000 - Apogeo ritorna a investire e pubblicare libri in formato elettronico. A luglio 2011 annuncia una rivoluzione nella strategia distributiva pubblicando le edizioni elettroniche - senza DRM (Digital rights management) - prima della pubblicazione dei corrispettivi cartacei: inaugura questo nuovo corso il manuale di Luca Accomazzi e Lucio Bragagnolo sul sistema operativo OS X Lion, il cui ebook diviene disponibile in contemporanea al rilascio del sistema operativo Apple. A marzo 2013 viene lanciato il progetto Apogeo Sushi, la prima collana solo digitale di micromanualistica informatica nel panorama italiano. Due mesi dopo il catalogo degli ebook conta oltre 200 pubblicazioni distribuite nei formati ePub, Mobi, PDF tramite la piattaforma Edigita a store italiani e internazionali (Apple, Amazon, Google, Kobo).
A gennaio 2013 Apogeo srl acquisisce Gribaudo Editore e viene acquisito dalla società IF - Idee editoriali Feltrinelli srl. In questo nuovo assetto societario Apogeo mantiene la propria identità di marchio editoriale specializzato nella manualistica informatica in formato cartaceo e digitale. A luglio 2013 la sede legale e la redazione di informatica si spostano in via Andegari 6, a Milano, presso la sede di Feltrinelli Editore. A settembre 2013 il catalogo dedicato al pubblico universitario e il marchio "Apogeo Education" vengono acquisiti dal gruppo editoriale Maggioli, il catalogo di informatica e lo storico marchio "Apogeo" rimangono invece di proprietà di IF - Idee editoriali Feltrinelli srl.